# Hydrophobia
Hydrophobia (рус. Водобоязнь) — компьютерная игра в жанре Action-adventure с элементами survival horror в киберпанк тематике, разработанная компанией Dark Energy Digital и изданная 29 сентября 2010 года для платформы Xbox 360. Позже игра выходит также на платформах PC (Microsoft Windows) и PlayStation 3.
Первоначально выпуск игры был намечен на март 2009 года, но так как оказалось, что игра будет выходить по одному эпизоду, который должен будет скачиваться через Интернет, то никакой даты выпуска первого эпизода игры установлено не было.
Движок игры, HydroEngine, обеспечивает технологию моделирования реалистичной динамики жидкостей для текущей воды, позволяя ей взаимодействовать с окружающей средой. Уровни в Hydrophobia смоделированы с использованием i-Worlds, расширенной версии загружаемой системы InfiniteWorlds.

## Сюжет

### Место действия
Действие игры происходит в будущем, в середине XXI века, когда мир погрузился в хаос Великого Перенаселения. Плодородные земли были разрушены повышением уровня океана и расширением пустынь, в результате голод и нищета распространились в беспрецедентных масштабах. Чистая вода теперь самый драгоценный ресурс человечества.
События игры происходят на борту «Королевы мира» (англ. Queen of the World) — гигантского футуристического круизного лайнера размером с город, построенного группой корпораций-гигантов, известных как «Пятёрка отцов-основателей»; группой тех, кто благоденствует на «Королеве» в то время как остальная часть мира мучается. В начале игры корабль бомбит группа террористов, известных как «Нео Мальтузианцы», назвавшихся так по имени политэкономиста Томаса Мальтуса, который предсказал, что прирост населения будет на один день опережать сельскохозяйственное производство, возвращая общество к существованию на уровне прожиточного минимума. У мальтузианцев есть план убийства подавляющего большинства людей на планете, так что пережившие чистку не будут страдать от последствий демографического взрыва. Их лозунги, в том числе «Сохрани Мир — Убей Себя!», написаны на стенах и отображаются на экранах по всему кораблю.

### История
Протагонист игры — Кейт Уилсон (англ. Kate Wilson), системный инженер, становится героиней поневоле, когда террористы нападают на корабль «Королева мира» и захватывают его. На борту корабля Кейт выполняет обязанности, связанные с обеспечением безопасности. Отсеки и палубы огромного лайнера начинает заполнять океаническая вода. Корабль медленно тонет, и Кейт стремится выжить, а заодно пытается помешать террористам.
Путь к спасению пролегает через секретные лаборатории «NanoCell Corporation», одной из пяти корпораций, которая обещает развивать нанотехнологии для очистки морской воды на молекулярном уровне и заставить пустыни цвести, накормив пищей людей всего мира. С другой стороны, цель мальтузианцев — совершить атаку в канун десятилетнего юбилея «Королевы мира» и заполучить инструменты для исполнения пророчества: глобального геноцида 10 миллиардов человек.

## Игровой процесс

Типичный пример архитектуры уровней игры: наполовину затопленный водой коридор корабля.

Игровой процесс вращается вокруг игрока, способного взаимодействовать c окружающей средой, и воды, обладающей реалистической динамикой. Роб Хьюсон заявил, что «„игрок против окружающей среды“ — это, конечно же, весомая часть действительности: замечательность воды состоит в том, что она постоянно воздействует на каждую область окружающей среды так, что вы получаете просто невероятное количество вариантов поведения стихии. Игрок должен постоянно приспосабливаться к окружающей среде и реагировать быстро, так как двери, стены и окна в зависимости от распределения воды каждый раз образуют как бы разную пещеру».
Также игрок может посещать предыдущие локации, которые были затоплены, и взаимодействовать с ними различными способами. Хьюсон заявил, что игроки могут «пробиваться через область в один момент времени, и там может быть немного разлившейся вокруг воды, воздействующей на окружающую среду; другой человек может прийти ту же самую область, выбив окна или стены, что приведёт к тому, что огромное количество воды втечёт в эту сцену, означая тем самым то, что игровой процесс переключается на плавающую поверхность. Другой игрок может расстрелять топливные баки, что может вызвать даже ещё больший приток воды в сцену, а также привести к возникновению плавающих горящих топливных пятен, которые будут разноситься вокруг потоками воды, вследствие чего игроки могут решить, что лучше перейти к подводным действиям».

## История разработки игры
В середине ноября 2008 года компания Blade Interactive официально сообщила о том, что игра Hydrophobia запланирована к выходу на РС, PS3 и Xbox 360 в марте 2009 года. Было заявлено, что издателем будет выступать сам разработчик игры. Однако в марте игра не появилась в продаже; причины не объяснялись.
1 октября 2009 года компания Dark Energy Digital, новый разработчик и издатель игры, заявила, что Hydrophobia будет выпущена только в Xbox Live Arcade эксклюзивно для платформы Xbox 360 в виде серии, состоящей из трёх эпизодов. Точные даты выпуска эпизодов не сообщались, однако было сообщено, что эти три эпизода, длительность каждого из которых составляет 5 часов, должны выйти до конца 2010 года. Было заявлено, что если продажи данных эпизодов игры будут хорошими, то разработчики подумают на тем, чтобы выпустить дополнительные три эпизода.
В середине октября 2009 года в выпуске журнала Xbox World Magazine содержалось утверждение, что, кроме Xbox Live Arcade, игра будет выпущена также и на диске для розничной продажи после цифрового релиза третьего эпизода, то есть через год.
21 марта 2010 года на официальном сайте игры Hydrophobia появился обратный счётчик, который закончит отсчёт 25 марта, во время выставки PAX East. Причём аналогичный счётчик присутствует и на сайте PAX.
28 апреля 2010 года в интервью сайту IncGamers глава Dark Energy Digital Пит Джонс (англ. Pete Jones) сообщил новые сведения о Hydrophobia, которые проясняют дату и особенности релиза игры. Согласно его словам, Hydrophobia будет не полноценным эксклюзивом Xbox 360, как заявлялось ранее, а лишь временным; игра выйдет на персональных компьютерах и PlayStation 3 через некоторое время после выхода на Xbox 360. Также Джонс подтвердил сведения о выходе игры в коробочном издании наряду с цифровым релизом. Согласно его словам, для Xbox 360 Hydrophobia будет доступна через розничную продажу и сервис Xbox Live Arcade, а для PS3 — только через сервис PlayStation Network. Кроме этого, Джонс прокомментировал размер дистрибутива Hydrophobia, который, согласно ранним сведениям, составляет 1 Гбайт, что послужило поводом для сомнений в высоком качестве игры. По его словам, данный размер обусловлен использованием технологии Infinite Worlds и он (размер) не скажется негативно на качестве игры.
29 сентября 2010 года Microsoft Game Studios официально сообщила о том, что игра «Hydrophobia» стала доступна для покупки в сервисе Xbox Live Arcade по цене 1200 MS Points.

### Hydrophobia Pure
21 декабря 2010 года в Xbox Live было выпущено «Hydrophobia Pure» — масштабное обновление к игре. Как утверждают разработчики, данное обновление построено на анализе около 250 рецензий игровой прессы на игру и множества отзывов игроков. «Hydrophobia Pure» включает в себя большое множество исправлений во всех частях игры, изменений геймплея, а также множество небольших дополнений и улучшений. Данное обновление распространяется бесплатно как патч игре. Одновременно с выпуском «Hydrophobia Pure» цена на саму игру была снижена с 1200 MS Points до 800 MS Points, а продолжительность trial-версии была увеличена.

### Hydrophobia Prophecy
«Hydrophobia Prophecy» описывается как улучшение исходной версии до версии 1.5. «Hydrophobia Prophecy» представлена для PlayStation 3 и Steam. Игра включает в себя новые уровни (обновлено 70% контента, а ранее существовавшие уровни переработаны).

## Игровой движок
HydroEngine — это игровой движок, созданный компанией Dark Energy Digital специально для игры Hydrophobia. Этот движок, который создавался более трёх лет, обладает уникальной способностью моделировать текущую воду и другие жидкости с реализмом, беспрецедентным для компьютерных игр. Он полностью динамичен, что означает, что эффекты, связанные с жидкостями, не зациклены, а это значит, что эффекты каждый раз получаются разные. InfiniteWorldsGCS — платформа для разработки Blade, которая напрямую взаимодействует с HydroEngine. По словам разработчиков, это «низкоуровневая архитектура, которая может связывать с конкретными редакторами, привязанными к индивидуальным игровым проектам».

## Отзывы и оценки
| Сводный рейтинг | Сводный рейтинг | Сводный рейтинг |
| Издание         | Оценка          | Оценка          |
| Издание         | PS3             | Xbox 360        |
| --------------- | --------------- | --------------- |
| GameRankings    | 65,62 %         | 61,89 %         |

Крупнейший англоязычный игровой сайт IGN.com поставил игре оценку 80% и заявил, что игра определённо заслуживает того, чтобы дать ей шанс.
Сайт TeamXbox оценил игру в 82% и заявил, что, несмотря на то, что «Hydrophobia» распространяется только цифровым путём, она производит впечатление полноценного дискового издания.
1UP.com довольно низко оценил игру (58%), согласно мнению журналистов, единственное, что выделяет «Hydrophobia» из «серой массы» игр для Xbox Live Arcade, это реализация воды.
Летом 2018 года, благодаря уязвимости в защите Steam Web API, стало известно, что точное количество пользователей сервиса Steam, которые играли в игру хотя бы один раз, составляет 186 396 человек.